# Тополь-М
РТ-2ПМ2 «Тополь-М» (Індекс УРВ РВСП — 15П065 (шахтний) та 15П165 (маневрений), за договором СНО — РС-12М2, за класифікацією НАТО — SS-27 Sickle B, у перекладі — Серп Б) — російський ракетний комплекс стратегічного призначення з МБР 15Ж65 (15Ж55 — ПГРК), розроблений наприкінці 1980-х — на початку 1990-х років на базі комплексу РТ-2ПМ «Тополь». Перша МБР, розробка якої було завершено у Росії після розпаду СРСР.
У шахтному варіанті базування прийнято на озброєння в 2000 році. У наступне десятиліття «Тополь-М» мала стати основою озброєння Ракетних військ стратегічного призначення.
У 2011 році МО РФ відмовилося від подальших закупівель ракетних комплексів «Тополь-М» на користь подальшого розгортання МБР РС-24 «Ярс» з РГЧ ІН

## Розроблення
Роботи зі створення нового комплексу розпочалися в середині 1980-х років. Постанова Військово-промислової комісії від 9 вересня 1989 року наказувала створити два ракетні комплекси (стаціонарний та мобільний) та універсальну твердопаливну триступеневу міжконтинентальну балістичну ракету для них. Ця дослідно-конструкторська робота отримала назву «Універсал», комплекс, що розробляється, — позначення РТ-2ПМ2. Розробка комплексу велася спільно Московським інститутом теплотехніки та Дніпропетровським КБ «Південне».
Ракета мала бути уніфікована для обох типів комплексів, але у початковому проекті передбачалося різницю у системі розведення бойового блоку. Бойовий ступінь для ракети шахтного базування мав оснащуватися ЖРД на перспективному монопаливі «Проніт» на основі дінітрата пропіленгліколя. Для рухомого комплексу МІТ розробляв рухову установку на твердому паливі. Існували й відмінності у транспортно-пусковому контейнері. Для рухомого комплексу він повинен був виготовлятися із склопластику. Для стаціонарного — із металу, з кріпленням на ньому низки систем наземного обладнання. Тому ракета для рухомого комплексу отримала індекс 15Ж55, а для стаціонарного — 15Ж65 [10].
У березні 1992 року було прийнято рішення розробити на базі напрацювань за програмою «Універсал» комплекс «Тополь-М» (у квітні 1992 року «Південне» вже незалежної України) припинило свою участь у роботах по комплексу). Указом Бориса Єльцина від 27 лютого 1993 року головним підприємством з розроблення «Тополь-М» став Московський інститут теплотехніки (МІТ) . Було ухвалено рішення про розроблення уніфікованої ракети лише з одним варіантом бойового оснащення — з руховою установкою бойового ступеня на твердому паливі.
Випробування ракети розпочалися 1994 року. Перший пуск був проведений із шахтної пускової установки на космодромі Плесецьк 20 грудня 1994 року. У 1997 році, після чотирьох успішних пусків розпочато серійне виробництво цих ракет. Акт про прийняття на озброєння РВСП РФ міжконтинентальної балістичної ракети «Тополь-М» був затверджений Держкомісією 28 квітня 2000 року, а Указ Президента РФ про прийняття БРК на озброєння був підписаний Володимиром Путіним літом 2000 року, після чого на льотні випробування вийшов рухливий грунт (ПГРК) на базі восьмиосного шасі МЗКТ-79221. Перший пуск з мобільної пускової устаноки був здійснений 27 вересня 2000 року.
Задіяні структури
У розробленні та виробництві бойових та навчальних засобів комплексів «Тополь-М» були задіяні такі структури:
- Ракета — ЗАТ "НТЦ «Комплекс-МІТ», Москва (розробка); [8] ВАТ «Воткінський завод», Воткінськ, Удмуртська Республіка (виробництво); [9]
- Система управління — ФГУП "НВЦ автоматики та приладобудування ім. академіка Н. А. Пілюгіна ", Зюзіно, Москва (розроблення); ВАТ «ЛОМО», Санкт-Петербург (розробка/виробництво); [10]
- Головна та бойові блоки — РФЯЦ «ВНДІЕФ», Саров, Нижегородська обл. (розробка/виробництво); [11]
- Приводи — ДУП "ВНДІ «Сигнал», Ковров, Володимирська обл. (Розробка); ВАТ "ПО «Завод ім. А. В. Ухтомського», Люберці, Московська обл. (Виробництво); [12]
- Пускова установка та машина забезпечення — ФГУП "ЦКЛ «Титан» (розробка) [13] та ДП "ВО «Барикади», Волгоград, Волгоградська обл. (Виробництво); [14]
- Стартовий ракетний двигун, базові несучі конструкції (БНК) для ракет — ФЦДТ «Союз», Дзержинський, Московська обл. (Розробка); [15]
- Шахтні пускові установки — ФГУП "ОКБ «Вимпел», Москва (розробка, створення та переобладнання наявних під нові ракети); [16] ВАТ «ГОЗ», Санкт-Петербург (виробництво конструкцій); [17]
- Контейнер з композитних матеріалів — ВАТ «ЦНДІ Спецмашинобудування», Хотьково, Московська обл.

## Розміщення

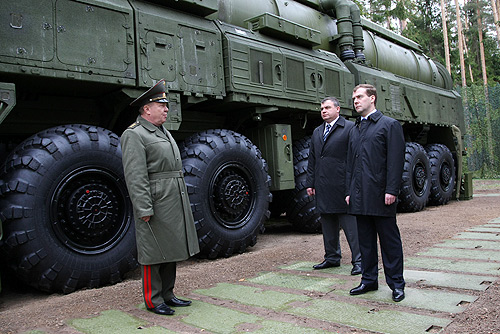
Командувач РВСП генерал Микола Соловцов доповідає Верховному головнокомандувачу Дмитру Медведєву та міністру оборони Анатолію Сердюкову біля ПУ комплексу «Тополь-М» під час відвідин 54-ї дивізії РВСП 15 травня 2008 року.

Розміщення перших ракет у модифікованих шахтах, що використовувалися для ракет УР-100Н (15А30, РС-18, SS-19 Stiletto), розпочато 1997 року. 25 грудня цього ж року на дослідно-бойове чергування в 60-й ракетній дивізії (смт Татищеве) були поставлені перші дві ракети 15Ж65 (пусковий мінімум) першого в РВСП полку озброєного ракетним комплексом 15П065-35 — 104-го ракетного полку. А 30 грудня 1998 року, 104-й ракетний полк (командир — підполковник Ю. С. Петровський) заступив на бойове чергування повним складом з 10 ШПУ з МБР «Тополь-М» шахтного базування. Ще чотири полки з МБР «Тополь-М» шахтного базування заступили на бойове чергування 10 грудня 1999 року, 26 грудня 2000 р. (переозброєння з 15П060), 21 грудня 2003 року і 9 грудня 2005 року.
Процес переозброєння на комплекс рухомого базування розпочався 21 листопада 2005 року в 54-й гвардійській ракетній дивізії (м. Тейково), коли з експлуатації було виведено два дивізіони та рухомий командний пункт (РКП) 321-го ракетного полку (321 рп). Через рік, у листопаді 2006 року, 321 рп заступив на дослідно-бойове чергування у складі одного дивізіону (3 пускові установки) та РКП ракетного полку на комплексі «Тополь-М». На бойове чергування 1-й ракетний дивізіон та РКП 321рп заступив 10 грудня 2006 року о 15:00. Тоді ж стало відомо про підписання президентом РФ Володимиром Путіним нової державної програми озброєнь до 2015 року, якою передбачено закупівлю 69 МБР «Тополь-М».
У 2008 році Микола Соловцов заявив про початок найближчим часом оснащення ракет «Тополь-М» головними частинами, що розділяються (РГЧ). Оснащення «Тополь-М» РГЧ мав стати найважливішим способом підтримки ядерного потенціалу Росії. «Тополь-М» з РГЧ почав надходити на озброєння у 2010 році.
У квітні 2009 року командувач РВСП Микола Соловцов заявив, що виробництво рухомих ґрунтових ракетних комплексів «Тополь-М» припиняється, на озброєння РВСП надходитимуть досконаліші комплекси.
Озброєння 54-ї ракетної дивізії станом на 2010 рік продовжувало модернізуватися.
Станом на кінець 2012 року на бойовому чергуванні перебувало 60 ракет «Тополь-М» шахтного та 18 мобільного базування. Всі ракети шахтного базування стоять на бойовому чергуванні в Таманській ракетній дивізії (Світлий, Саратовська область).
| Поставки МБР «Тополь-М» до військ          | Поставки МБР «Тополь-М» до військ | Поставки МБР «Тополь-М» до військ | Поставки МБР «Тополь-М» до військ | Поставки МБР «Тополь-М» до військ | Поставки МБР «Тополь-М» до військ | Поставки МБР «Тополь-М» до військ | Поставки МБР «Тополь-М» до військ | Поставки МБР «Тополь-М» до військ | Поставки МБР «Тополь-М» до військ | Поставки МБР «Тополь-М» до військ | Поставки МБР «Тополь-М» до військ | Поставки МБР «Тополь-М» до військ | Поставки МБР «Тополь-М» до військ | Поставки МБР «Тополь-М» до військ | Поставки МБР «Тополь-М» до військ | Поставки МБР «Тополь-М» до військ |
|                                            | 1997                              | 1998                              | 1999                              | 2000                              | 2001                              | 2002                              | 2003                              | 2004                              | 2005                              | 2006                              | 2007                              | 2008                              | 2009                              | 2010                              | 2011                              | 2017                              |
| ------------------------------------------ | --------------------------------- | --------------------------------- | --------------------------------- | --------------------------------- | --------------------------------- | --------------------------------- | --------------------------------- | --------------------------------- | --------------------------------- | --------------------------------- | --------------------------------- | --------------------------------- | --------------------------------- | --------------------------------- | --------------------------------- | --------------------------------- |
| ШПУ за рік                                 | +2                                | +8                                |                                   | +4                                | +6                                | +6                                | +6                                | +6 (+4)                           | +4 (+2)                           | +3                                | +4                                | +2                                | 0                                 | +2                                | +2 (план - 4)                     |                                   |
| Всього ШПУ                                 | 2                                 | 10                                |                                   |                                   |                                   |                                   | 36                                |                                   |                                   |                                   | 48                                |                                   | 50                                | 52                                | 54                                | 60                                |
| ПГРК за рік                                | —                                 | —                                 | —                                 | —                                 | —                                 | —                                 | —                                 | —                                 | —                                 | +3                                | +3                                | +9                                | +3                                | 0                                 | 0                                 |                                   |
| Всього ПГРК                                | —                                 | —                                 | —                                 | —                                 | —                                 | —                                 | —                                 | —                                 | —                                 | 3                                 | 6                                 | 15                                | 18                                | 18                                | 18                                | 18                                |
| Всього за рік                              | +2                                | +8                                |                                   | +4                                | +6                                | +6                                | +6                                | +6 (+4)                           | +4 (+2)                           | +6                                | +7                                | +11                               | +3                                | +2                                | +2                                |                                   |
| ПІДСУМОК в військах на початок/кінець року | 2                                 | 10                                |                                   |                                   |                                   |                                   | 30/36                             | 36/40                             | /42                               | /48                               | /54                               | 54/65                             | 65/68                             | 68/70                             | 70/72                             | 78                                |

## Тактико-технічні характеристики

Ескіз мобільної пускової установки комплексу «Тополь-М»

Стаціонарний ракетний комплекс 15П165 включає 10 міжконтинентальних балістичних ракет 15Ж65, змонтованих в транспортно-пускових контейнерах (ТПК) і встановлених в шахтних пускових установках ШПУ 15П765-35 (переобладнані ШПУ 15П735 ракет 15А35 00), а також уніфікований командний пункт (УКП) 15В222 високої захищеності (що розміщується на підвісці у шахті за допомогою спеціальної амортизації).
Рухомий ґрунтовий ракетний комплекс (РГРК) 15П155 включає 9 міжконтинентальних балістичних ракет 15Ж55 змонтованих на автономних пускових установках (АПУ) 15У175. Автономна пускова установка 15У175 рухомого комплексу являє собою одну ракету 15Ж55, поміщену у високоміцний склопластиковий транспортно-пусковий контейнер (ТПК), змонтований на восьмиосному шасі МЗКТ-79221.
У пункті постійної дислокації (ППД) автономна пускова установка з ракетою розміщується в спеціальній споруді 15У182 Крона з дахом, що розсувається.
Ракета 15Ж65 (15Ж55) складається з трьох щаблів з твердопаливними маршевими двигунами. Маршові щаблі виконані з композитів, шляхом намотування типу кокон. Усі три ступені обладнані поворотним соплом для відхилення вектора тяги (решітчасті аеродинамічні керма відсутні).
- Перший ступінь має тягу 100 тс, масу 26 т, їх маса щаблі 3 т, довжину 8,5 м, час роботи 60 з.
- Другий ступінь має тягу 50 тс, масу 13 т, з них 1,5 т ступінь, довжину 6 м, час роботи ступеня 64 с.
- Третій ступінь має тягу 25 тс, масу 6 т, їх 1 т щабель, довжину 3,1 м, час роботи 56 з.[43]

Метод старту — мінометний для обох варіантів. Маршевий твердопаливний двигун ракети дозволяє їй набирати швидкість набагато швидше за попередні типи ракет аналогічного класу, створених у Росії та Радянському Союзі. Це ускладнює її перехоплення засобами ПРО на активній ділянці польоту.
Тип головної частини: моноблочна (підвищеного класу потужності), що відокремлюється, термоядерна, другого (верхнього) рівня стійкості до вражаючих факторів ядерного вибуху з високошвидкісним некерованим бойовим блоком потужністю 1 Мт . З урахуванням точності нової ракети (КВО 150—200 метрів) бойовий блок дозволяє впевнено вражати будь-які малогабаритні високоміцні стратегічні цілі (командні пункти, вузли зв'язку, сховища боєприпасів). У перспективі можливе оснащення ракети керованим бойовим блоком або роздільною головною частиною з блоками індивідуального наведення з числом бойових блоків від 3 до 6, потужністю 500 кТ і 150 кТ, відповідно. Головна частина також обладнана комплексом засобів подолання протиракетної оборони. КЗП ПРО складається з пасивних та активних хибних цілей, а також засобів спотворення характеристик головної частини. Засоби спотворення характеристик головної частини складаються з радіопоглинаючого (поєднаного з теплозахисним) покриття бойового блоку, генераторів активних радіоперешкод, космозолів (джерел інфрачервоного випромінювання, що містять натрієво-літієву суміш), дипольних відбивачів. Декілька десятків допоміжних двигунів корекції, прилади та механізми управління дозволяють ракеті здійснювати маневри на траєкторії, ускладнюючи її перехоплення на активній ділянці траєкторії. До складу КСП ПРО входять 15-20 малогабаритних атмосферних (квазіважких) хибних цілей класу хвилеліт з висотою працездатності 2-5 км і відносною масою ~ 5-7 % від маси бойового блоку. Хибні цілі не відрізняються від бойових блоків у всіх діапазонах електромагнітного випромінювання (оптичному, лазерному, інфрачервоному, радіолокаційному); це дозволяє імітувати характеристики бойового блоку за всіма селектуючими ознаками на позаатмосферній, перехідній і значній частині атмосферної ділянки низхідної гілки траєкторії польоту бойового блоку ракети. Бойовий блок і помилкові цілі є стійкими до вражаючих факторів ядерного вибуху та випромінювання надпотужного лазера з ядерним накачуванням.
У зв'язку з припиненням дії договору СНО-2, що забороняв створення багатозарядних міжконтинентальних балістичних ракет, МІТом проводилися роботи з оснащення «Тополь-М» роздільною головною частиною з блоками індивідуального наведення з числом бойових блоків від 3 до 7 залежно від класу бойових блоків: середнього або малого класу потужності відповідно, або на маневруючу моноблочну головну частину. Можливо, результатом цих робіт є РС-24 «Ярс».

### Машини інженерного забезпечення та маскування
У 2013 році на озброєння мобільних ракетних комплексів «Тополь-М» надійшло 12 перших машин (з них 9 до Тейковської ракетної дивізії) інженерного забезпечення та маскування (МІОМ). Машини забезпечують маскування (замітання) слідів бойових мобільних ракетних комплексів, що вийшли на чергування, а також створення висококонтрастних, добре помітних зі супутників слідів до хибних бойових позицій.

## Випробування
Літні випробування ракети шахтного варіанта базування були проведені в період з 1994 по 2000 рік, з їх закінченням, у період 2000—2004 років були проведені випробування мобільного варіанта комплексу.
| №  | Час   | Дата       | Місце    | Ціль        | Результат | Примітки                                                              |
| -- | ----- | ---------- | -------- | ----------- | --------- | --------------------------------------------------------------------- |
| 1  | 12:50 | 20.12.1994 | Плесецьк | Кура́        | успішно   | Перше випробування Тополь-М із шахти                                  |
| 2  | 11:50 | 05.09.1995 | Плесецьк | Кура        | успішно   | З шахти                                                               |
| 3  |       | 25.07.1996 | Плесецьк | Кура        | успішно   | Із шахти                                                              |
| 4  | 16:25 | 08.07.1997 | Плесецьк | Кура        | успішно   | Із шахти                                                              |
| 5  | 15:53 | 22.10.1998 | Плесецьк | Кура        | невдалий  | Із шахти. Ракета відхилилася від курсу та була ліквідована            |
| 6  | 14:25 | 08.12.1998 | Плесецьк | Кура        | успішно   |                                                                       |
| 7  | 18:20 | 03.01.1999 | Плесецьк | Кура        | успішно   |                                                                       |
| 8  | 15:44 | 03.09.1999 | Плесецьк | Кура        | успішно   |                                                                       |
| 9  | 12:05 | 14.12.1999 | Плесецьк | Кура        | успішно   |                                                                       |
| 10 | 13:59 | 09.02.2000 | Плесецьк | Кура        | успішно   | Із шахти. Перший пуск по команді із центру управління ракетних військ |
| 11 | 15:00 | 26.09.2000 | Плесецьк | Кура        | успішно   |                                                                       |
| 12 | 13:50 | 27.09.2000 | Плесецьк | Кура        | успішно   | Перший пуск із мобільної установки                                    |
| 13 | 15:20 | 06.06.2002 | Плесецьк | Кура        | успішно   | З мобільної установки.                                                |
| 14 | 21:30 | 20.04.2004 | Плесецьк | Тихий океан | успішно   | З мобільної установки. Випробувальний запуск на граничну дальність.   |
| 15 | 12:39 | 24.12.2004 | Плесецьк | Кура        | успішно   | З мобільної установки.                                                |
| 16 |       | 01.11.2014 | Плесецьк | Кура        | успішно   | Із шахти                                                              |
| 17 |       | 16.01.2017 | Плесецьк | Кура        | успішно   | Із шахти                                                              |
| 18 |       | 30.09.2019 | Плесецьк | Кура        | успішно   | Із шахти                                                              |

### Випробування бойового оснащення

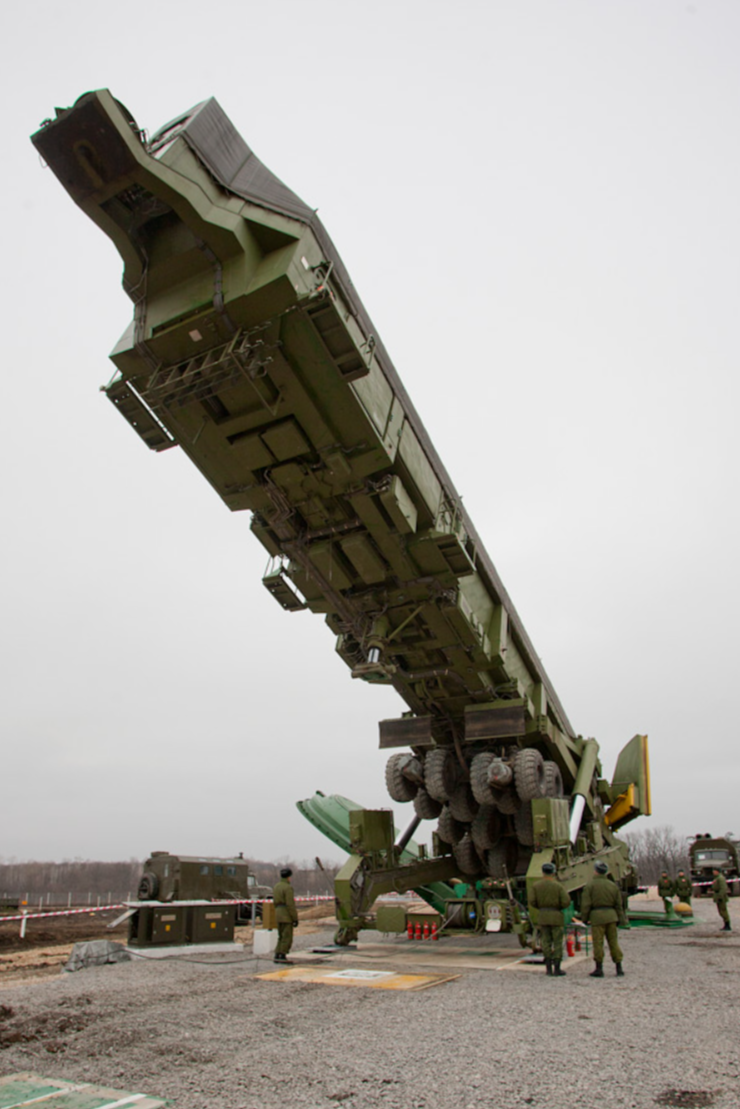
Завантаження МБР Тополь-М у пускову шахту

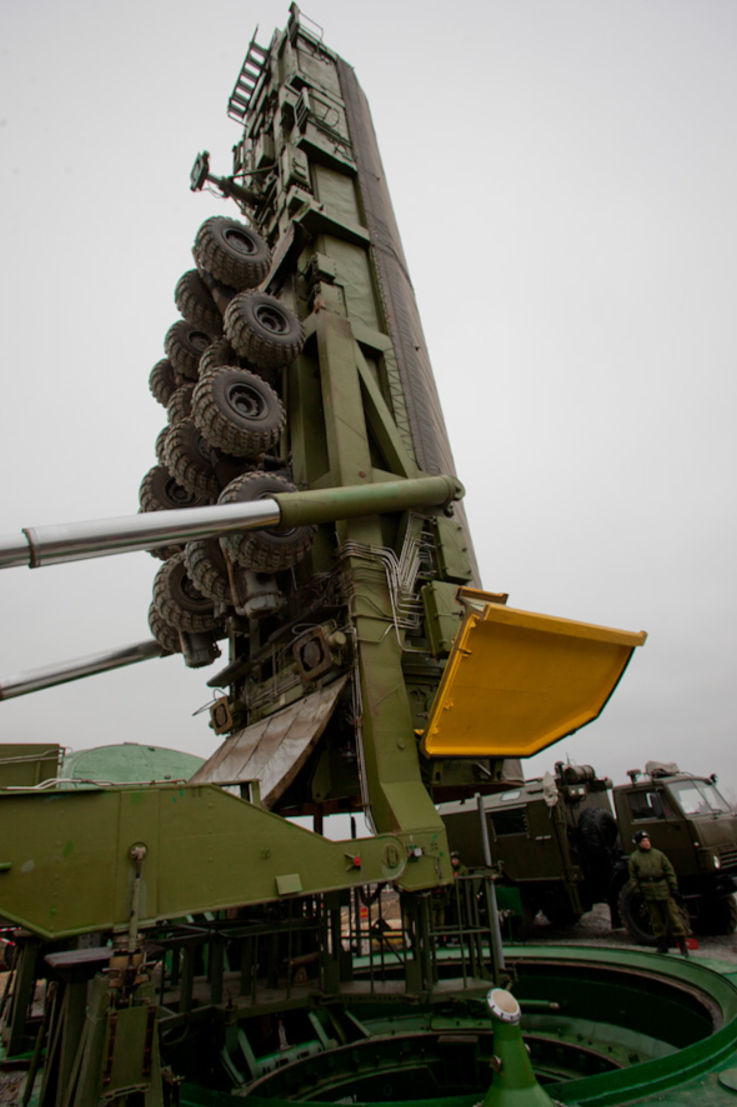
Завершальний етап завантаження ракети в шахту

Незважаючи на завершення випробувань ракетного комплексу та постановку на бойове чергування серійної техніки, роботи з удосконалення комплексу були продовжені у напрямку розвитку бойового оснащення головних частин, при цьому як носій використовувалася допрацьована ракета комплексу «Тополя».
1 листопада 2005 року з полігону «Капустин Яр» в Астраханській області РФ було здійснено успішний пуск ракети РТ-2ПМ «Тополь» в рамках випробувань єдиного бойового блоку та ряду новостворених елементів комплексу засобів подолання протиракетної оборони та ступеня розведення, що підтримує до шести бойових блоків, при цьому ступінь розведення уніфікований для встановлення на МБР морського («Булава») та наземного («Тополь-М») базування. Використання нового бойового блоку на штатній ракеті комплексу РТ-2ПМ було поєднано з випробуваннями на користь продовження гарантійного ресурсу «Тополя». Вперше в російській практиці пуск був проведений з випробувального полігону «Капустин Яр» по розташованому в Казахстані 10-му випробувальному полігону «Сари-Шаган» (район Приозерська). Це було зроблено по-перше у зв'язку з обмеженими можливостями полігону «Кура», які не дозволяють фіксувати маневри боєголовок після їхнього відділення від МБР. По-друге, ці маневри відстежуються американськими засобами вимірів, розміщеними на Алясці. Параметри польоту з Капустина Яру на Сари-Шаган стали відомі виключно російським засобам контролю.

## У філателії
У 2009 році на честь ювілею РВСП Росії та у 2014 році, на честь ювілею заводу «Барикади» були випущені поштові марки із зображенням комплексу «Тополь-М»:

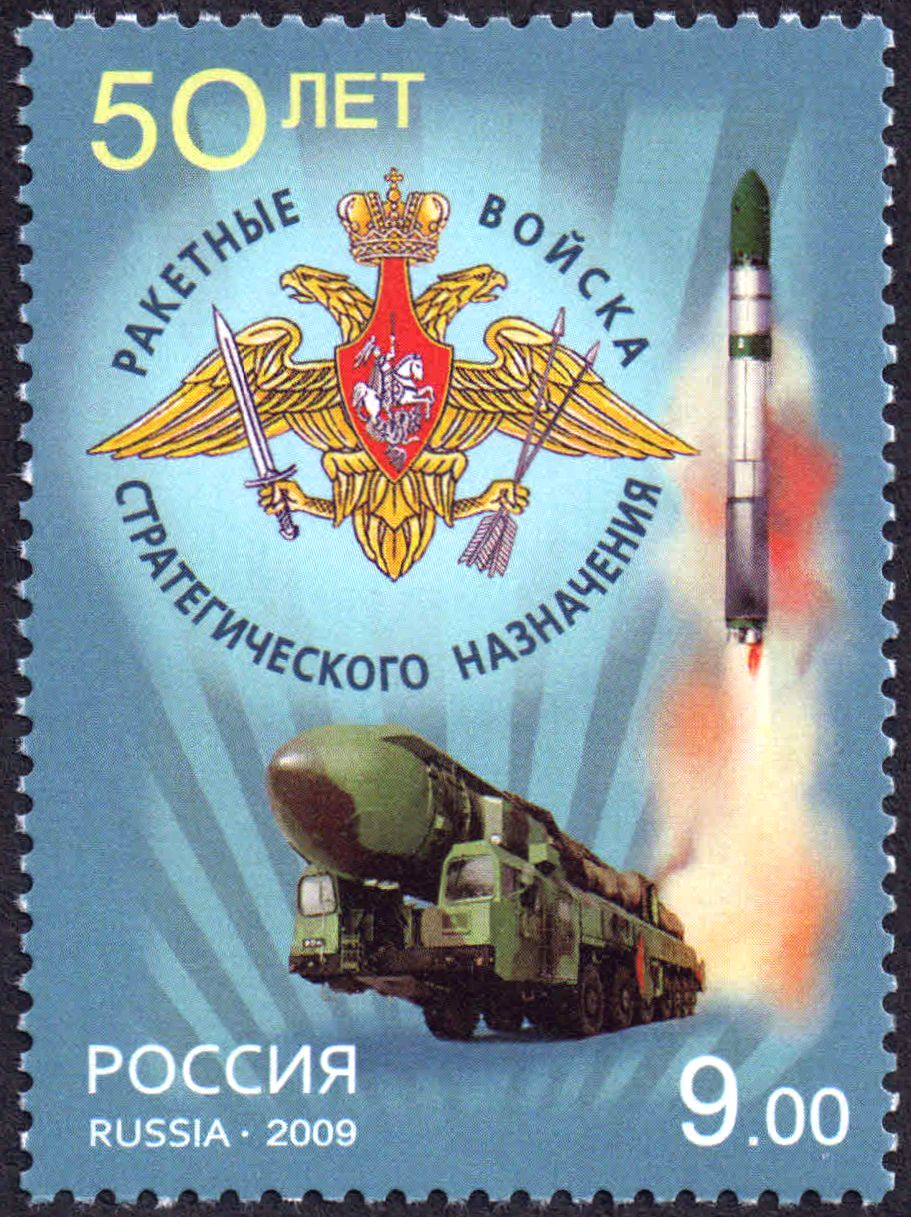
Марка 2009 року присвячена ювілею РВСН Росії.
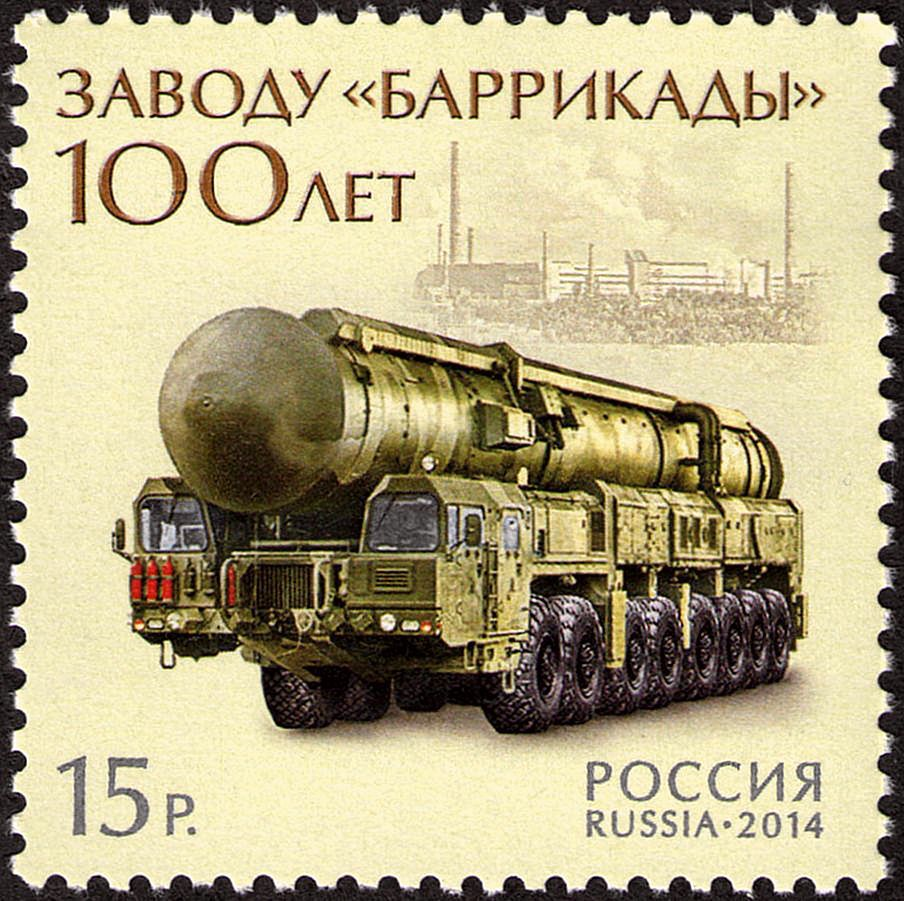
Марка 2014 року присвячена ювілею заводу «Барикади».

## На монетах

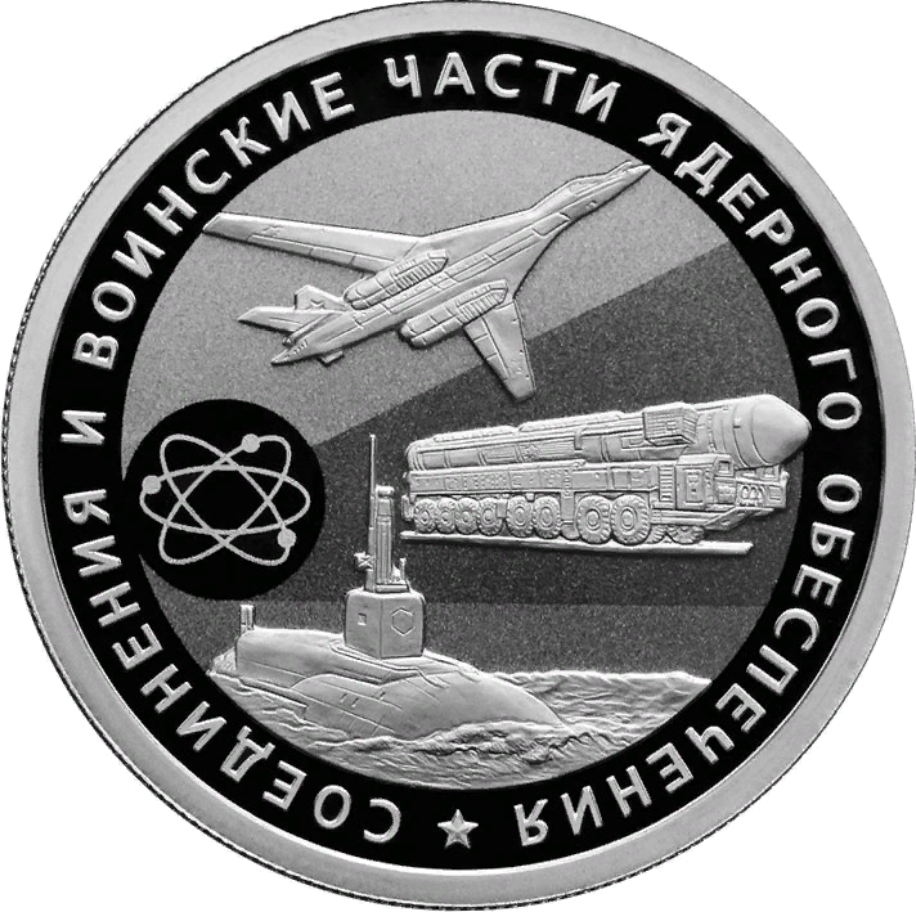
Монета Банку Росії 2019 р. - Серія: ЗС РФ. З'єднання та військові частини ядерного забезпечення. 1 рубль, срібло, реверс, пруф.

## Світлини

Пускові установки комплексу РТ-2ПМ2 Тополь-М на репетиціях Параду Перемоги у Москві та Алабіно
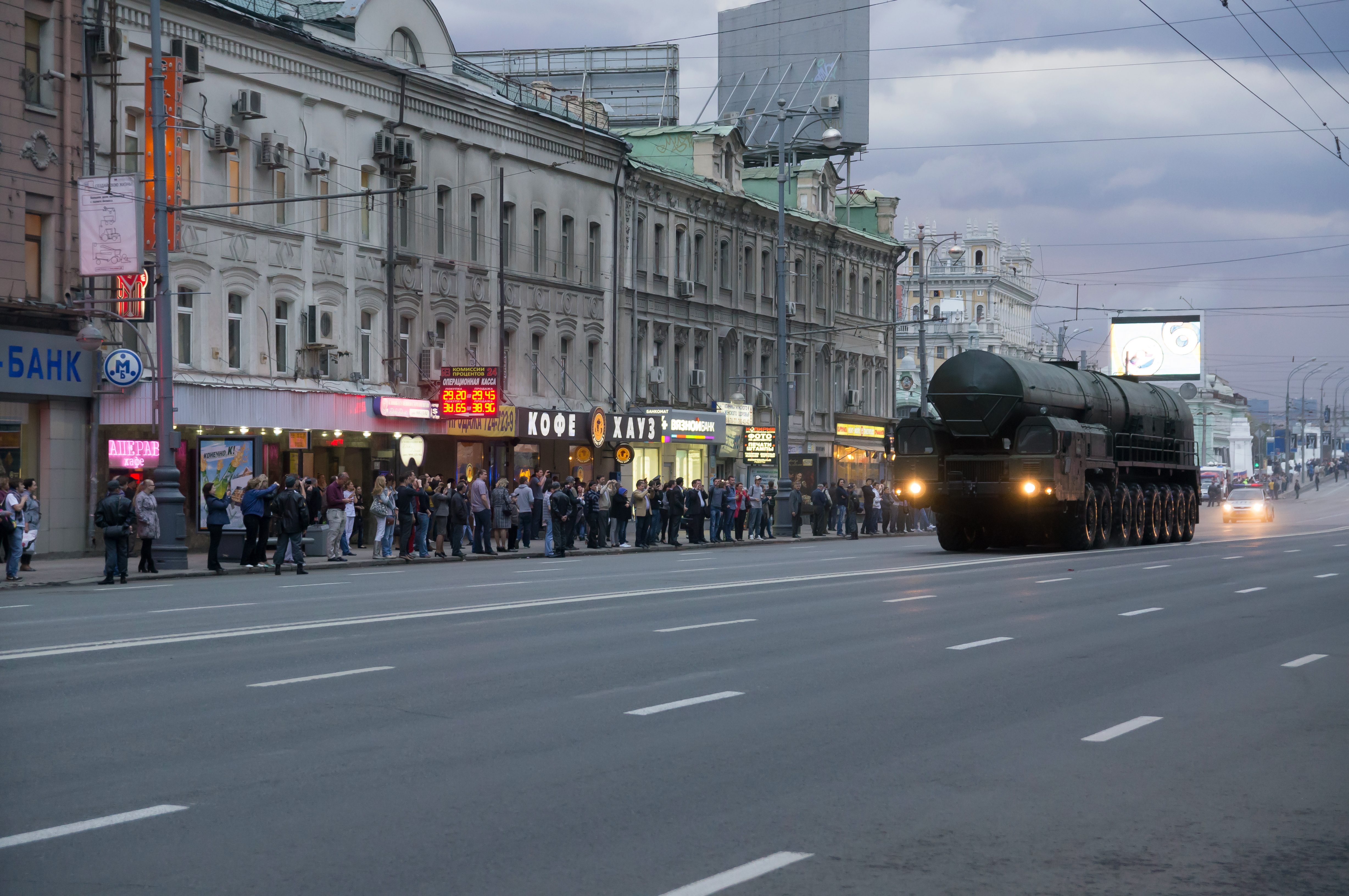
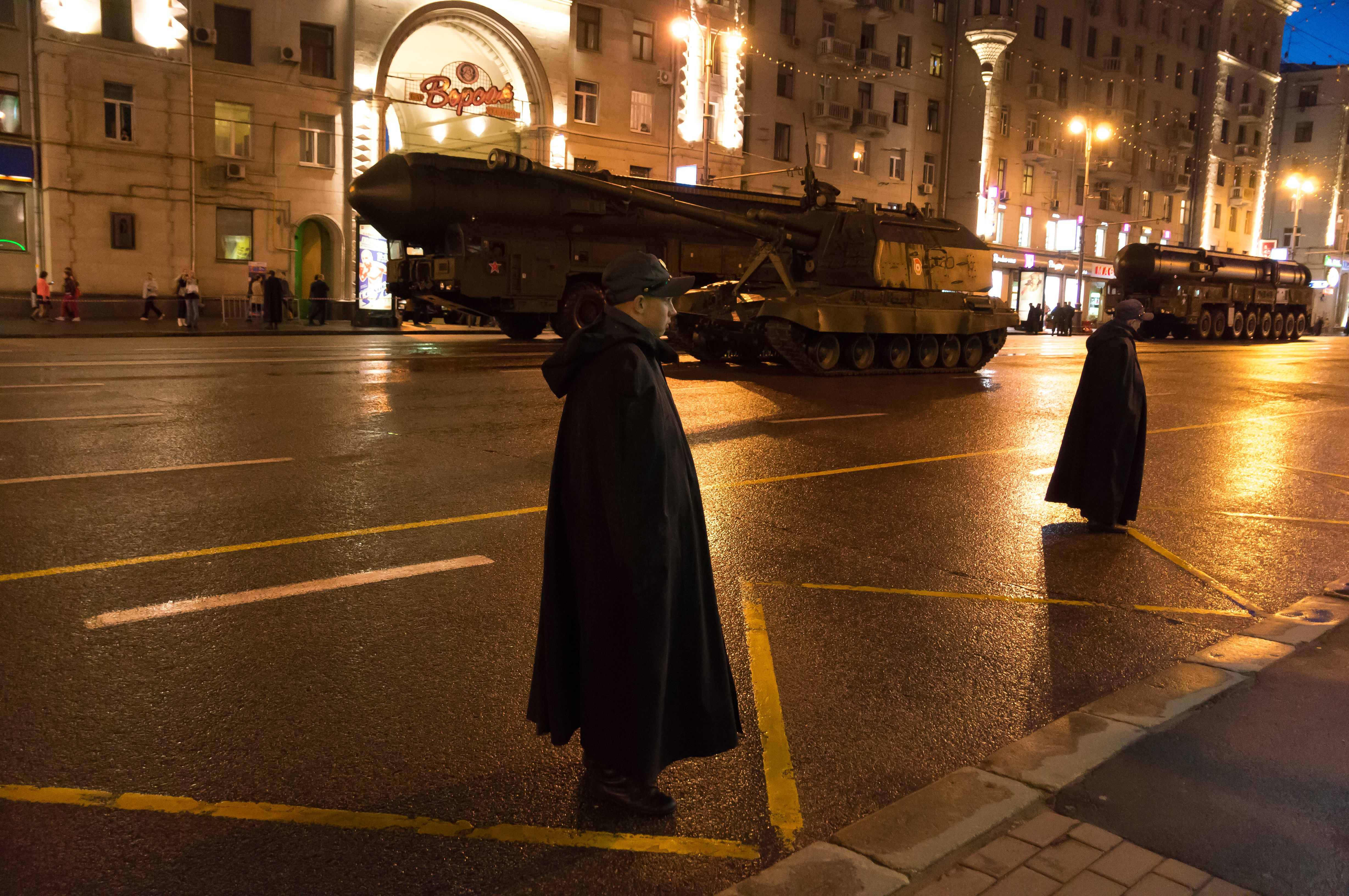
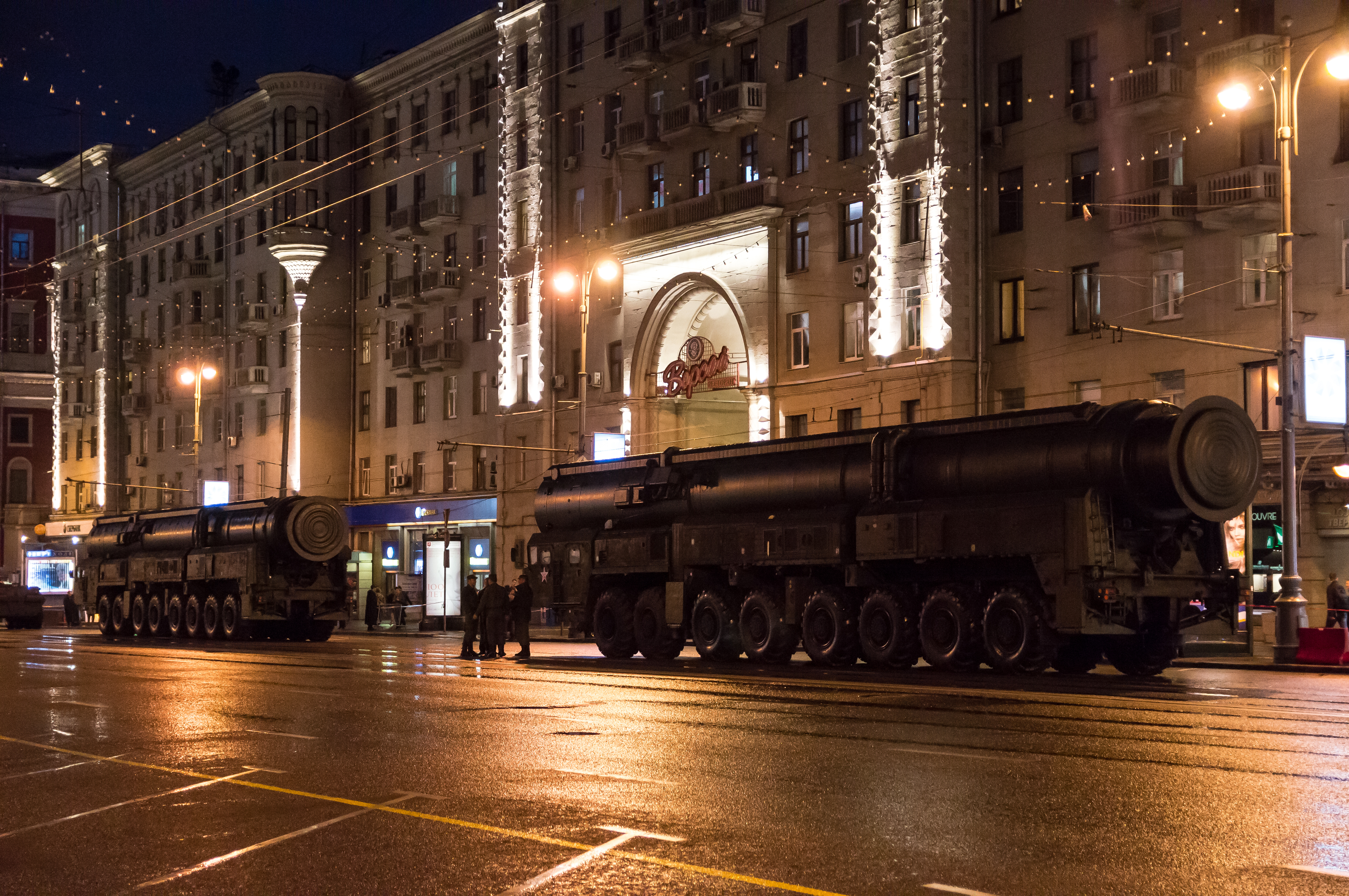
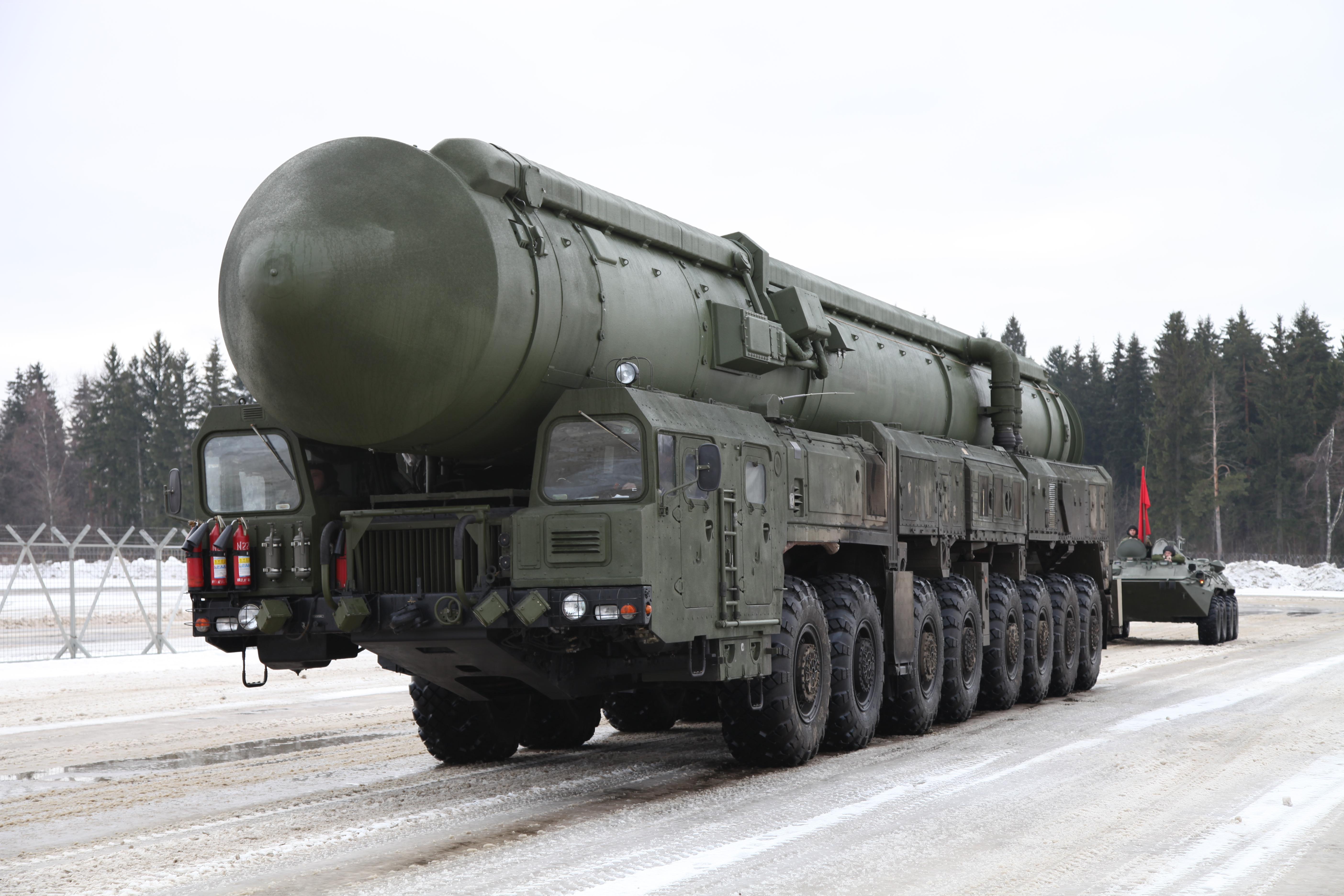
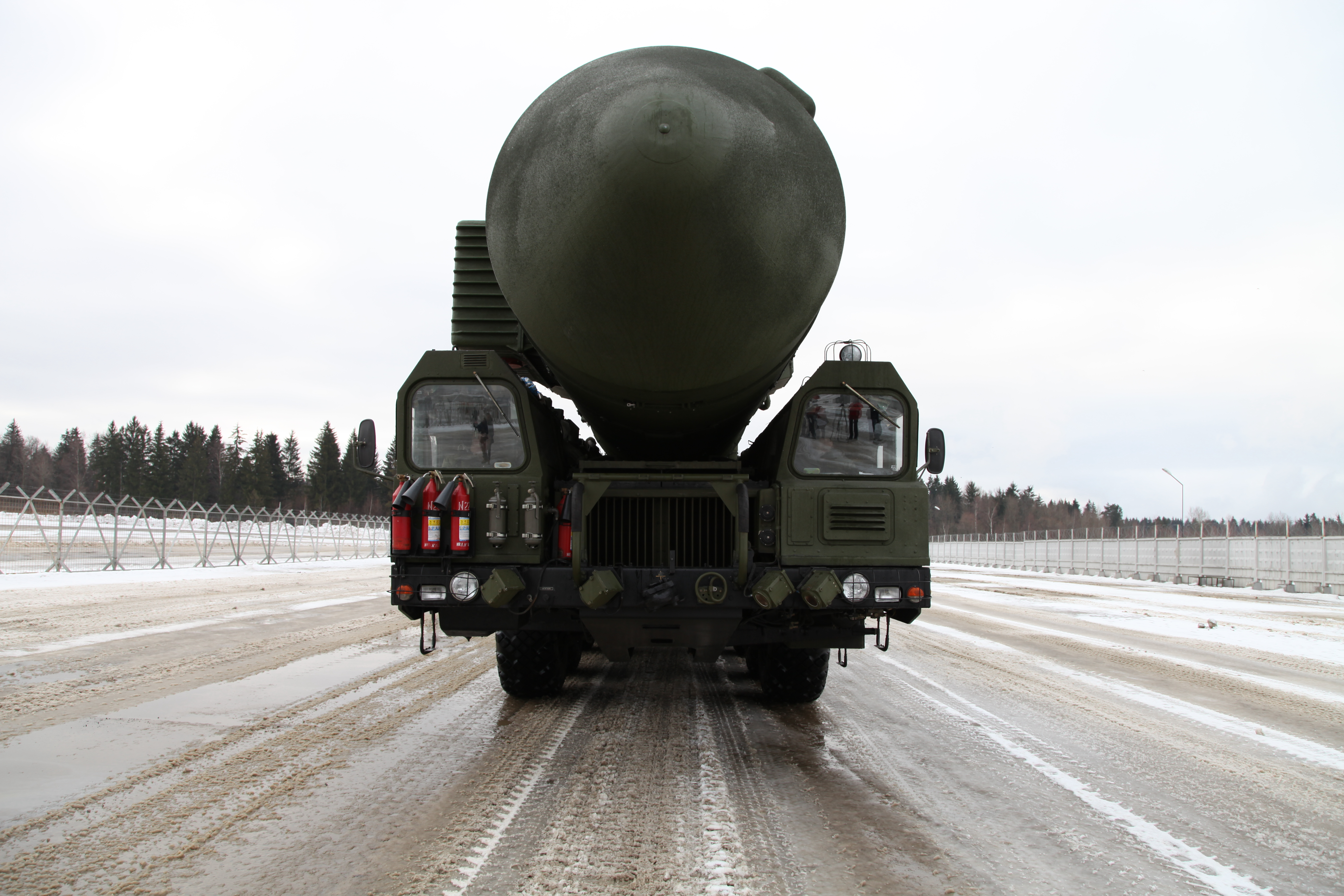
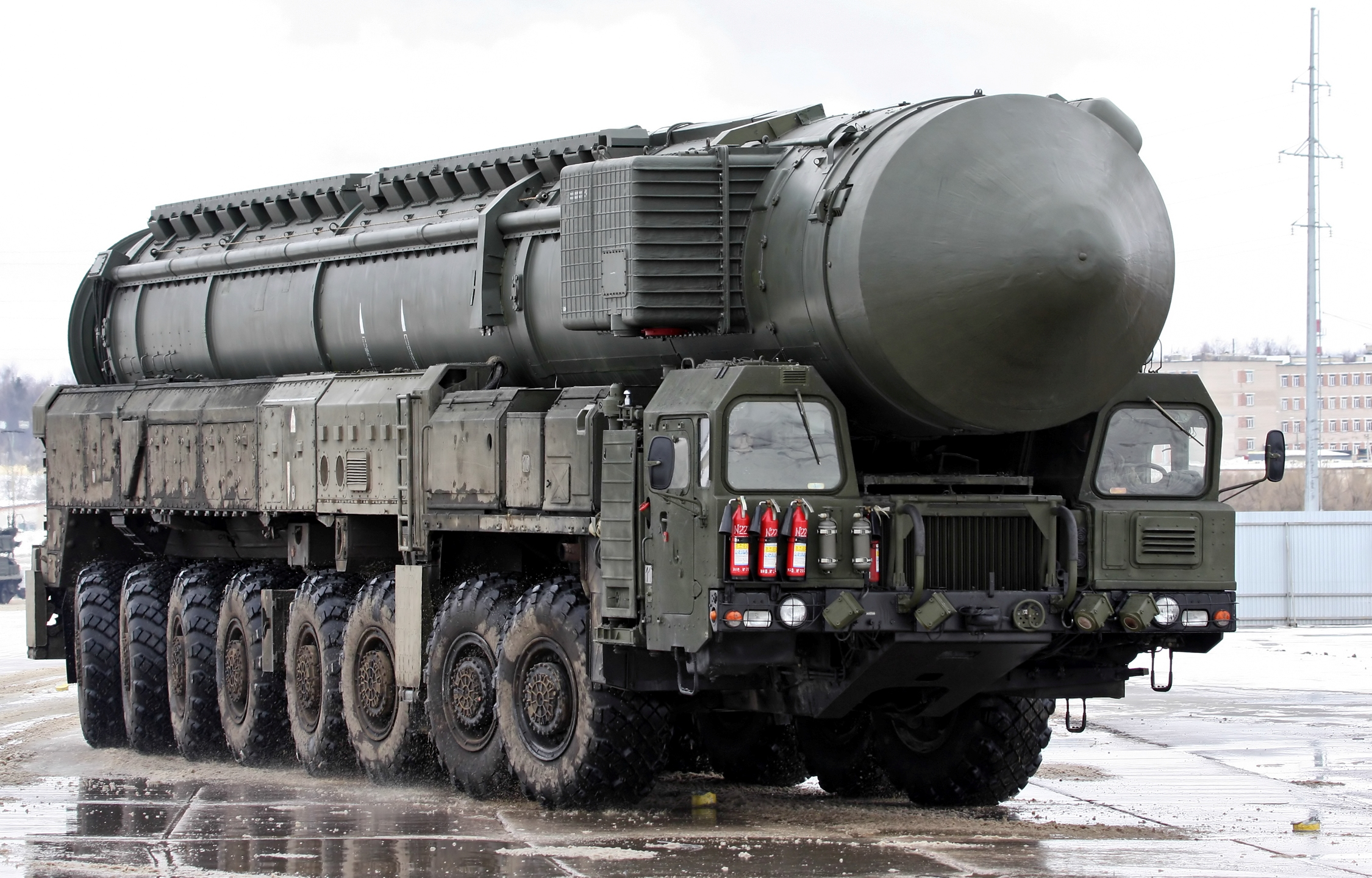
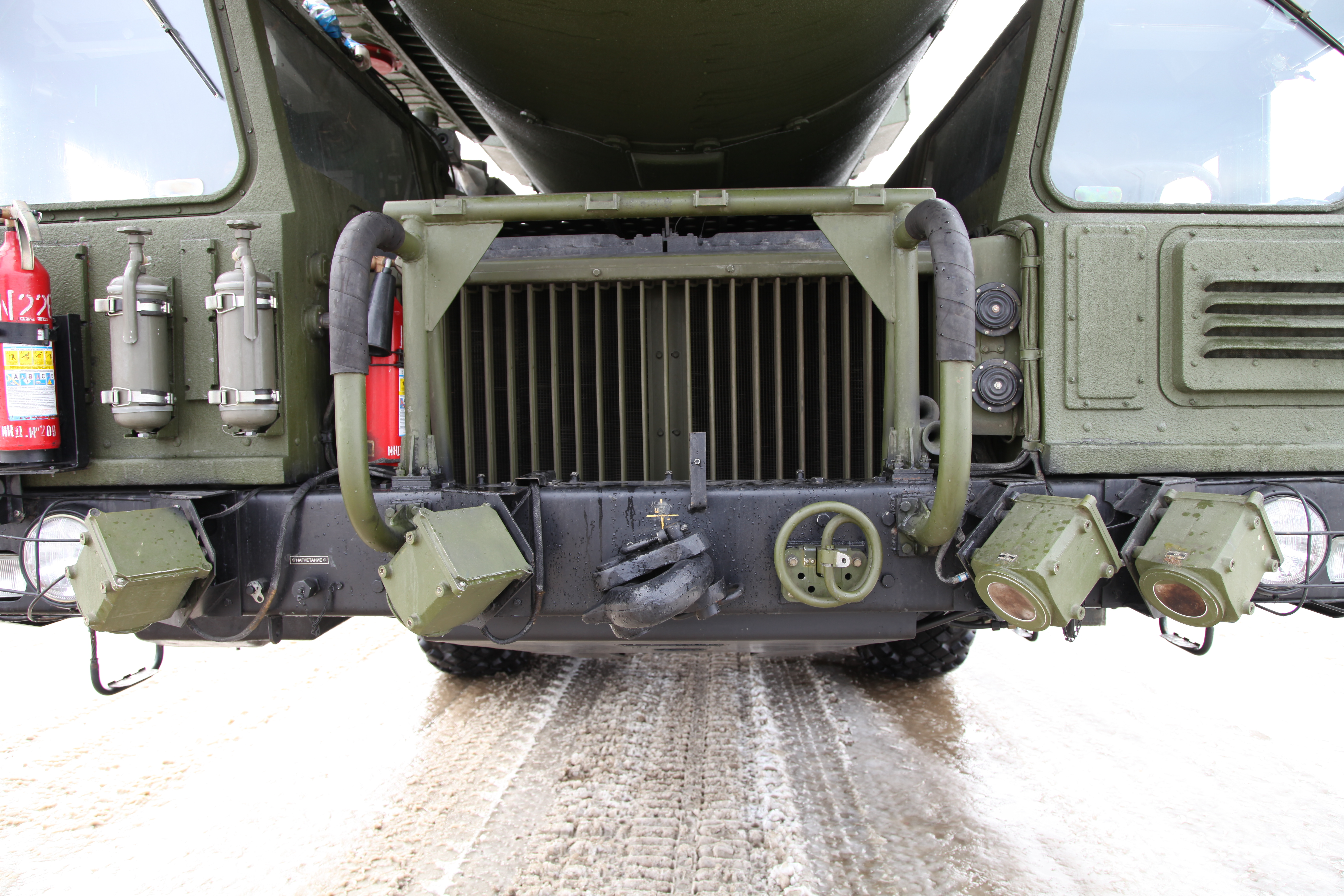
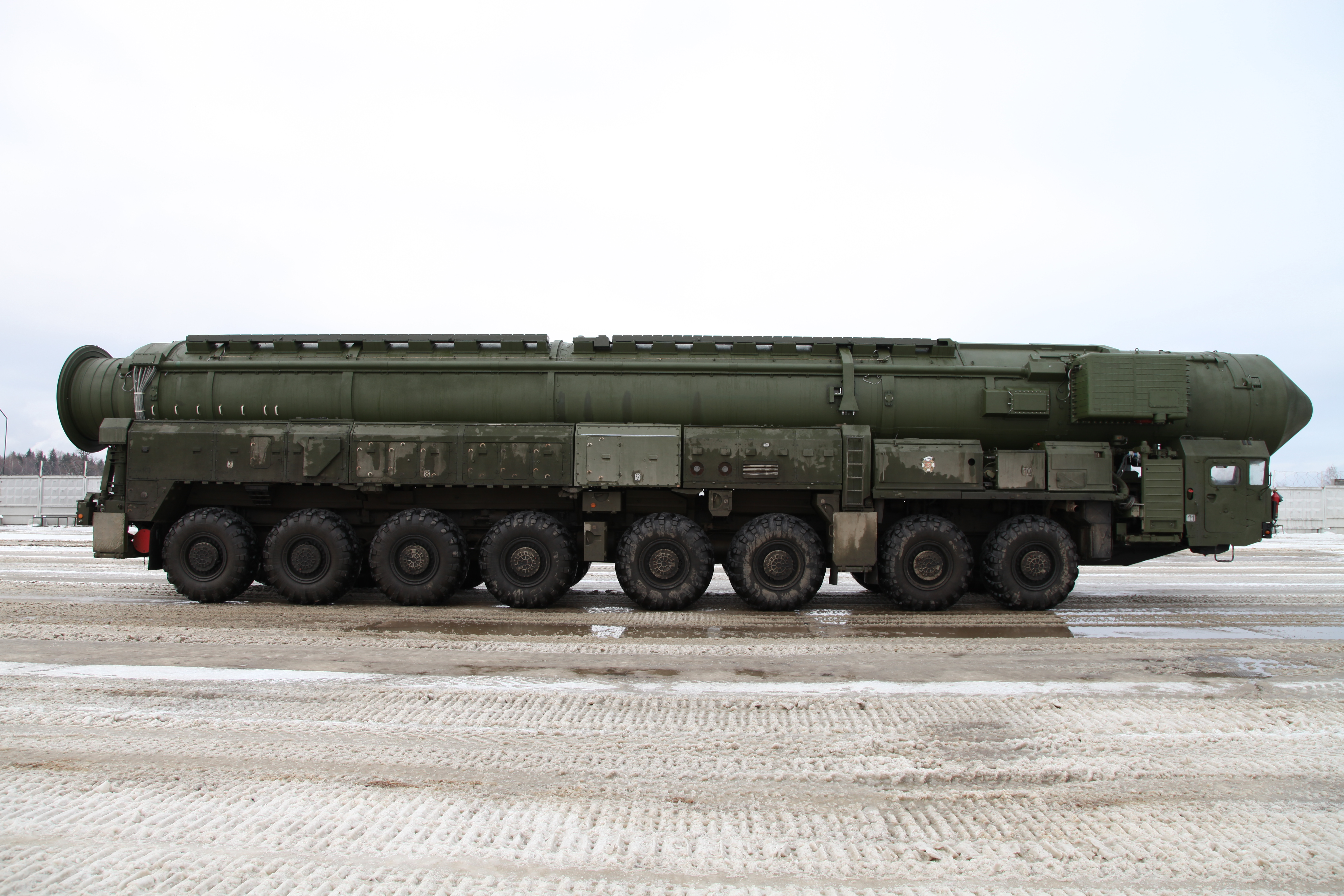
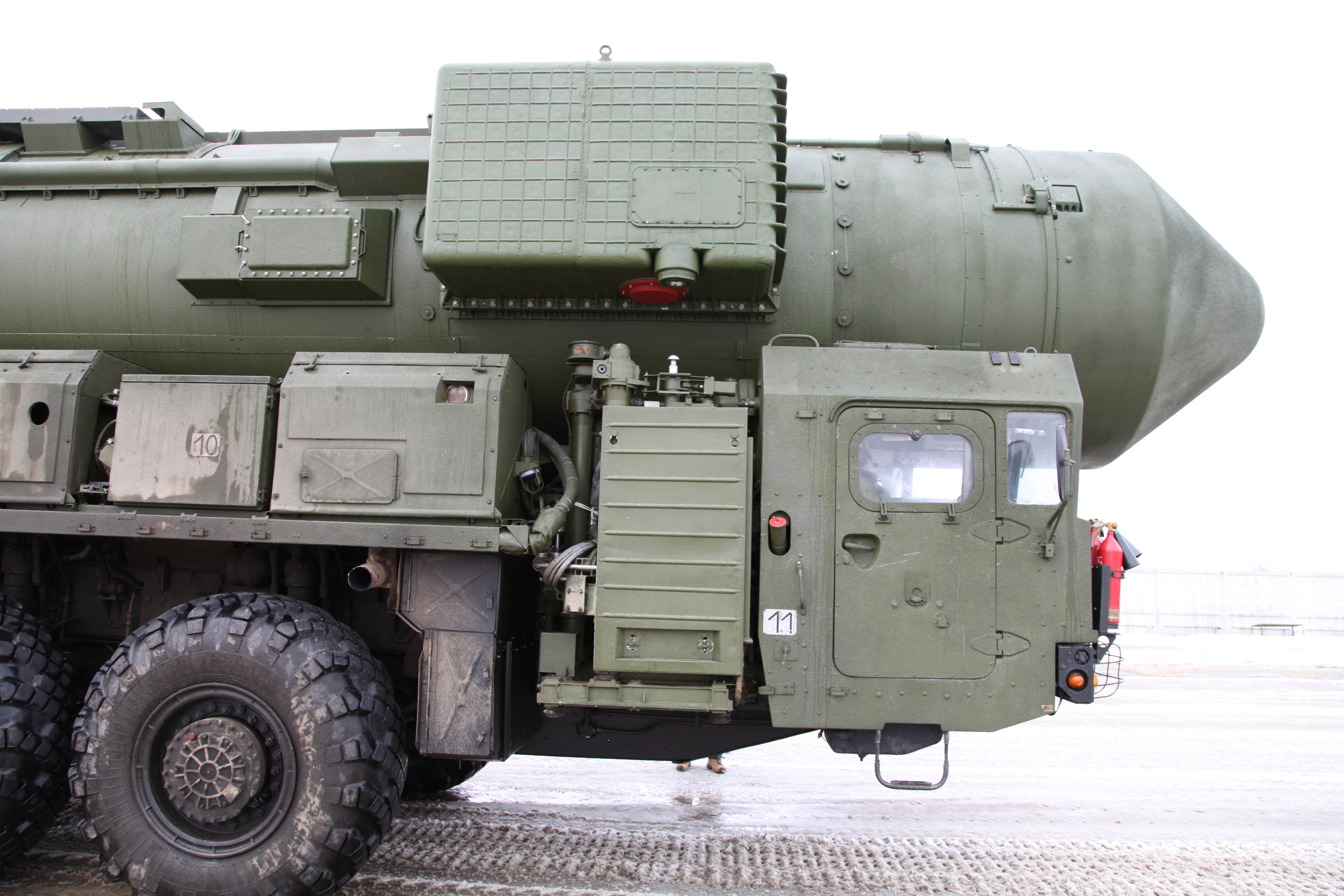
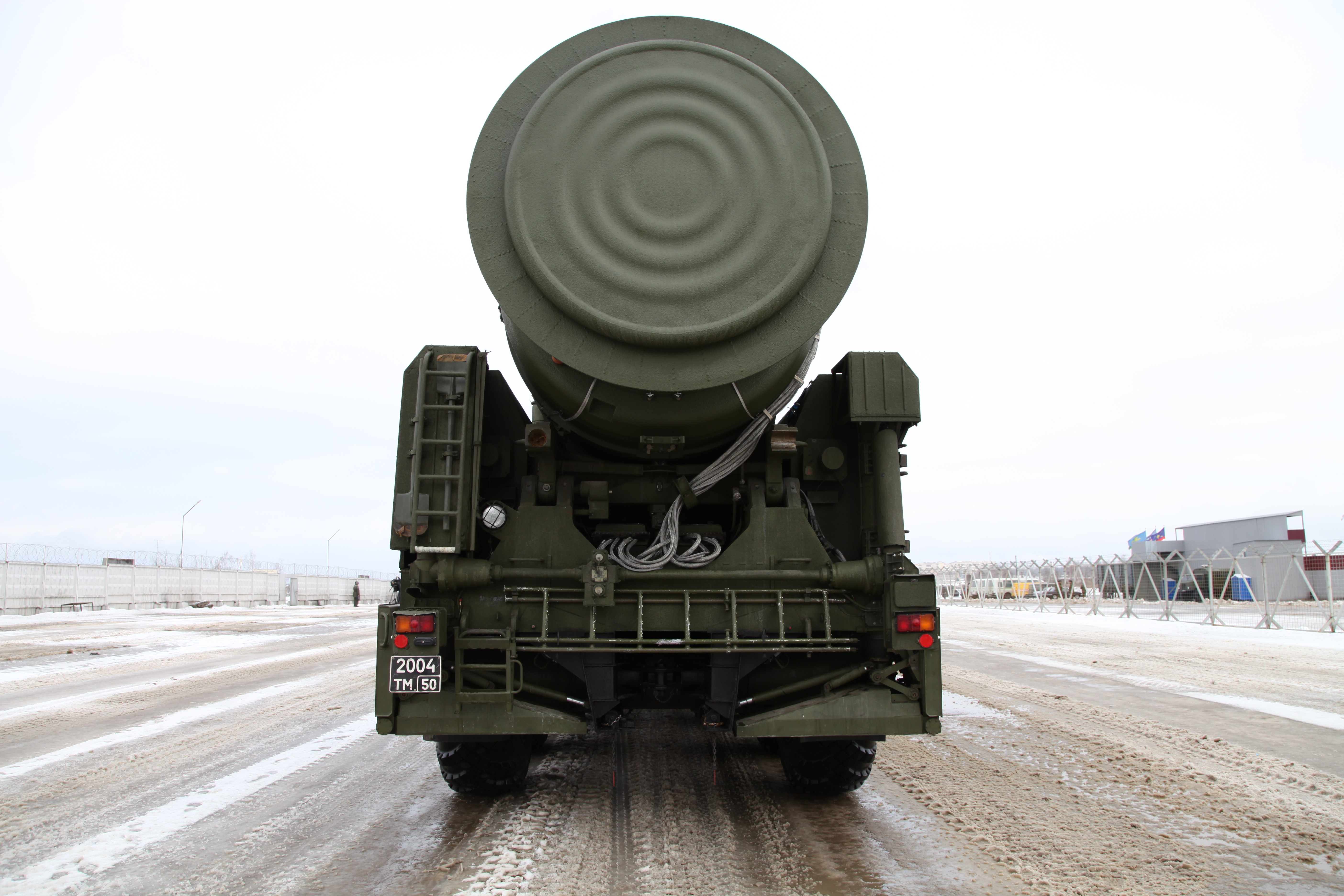
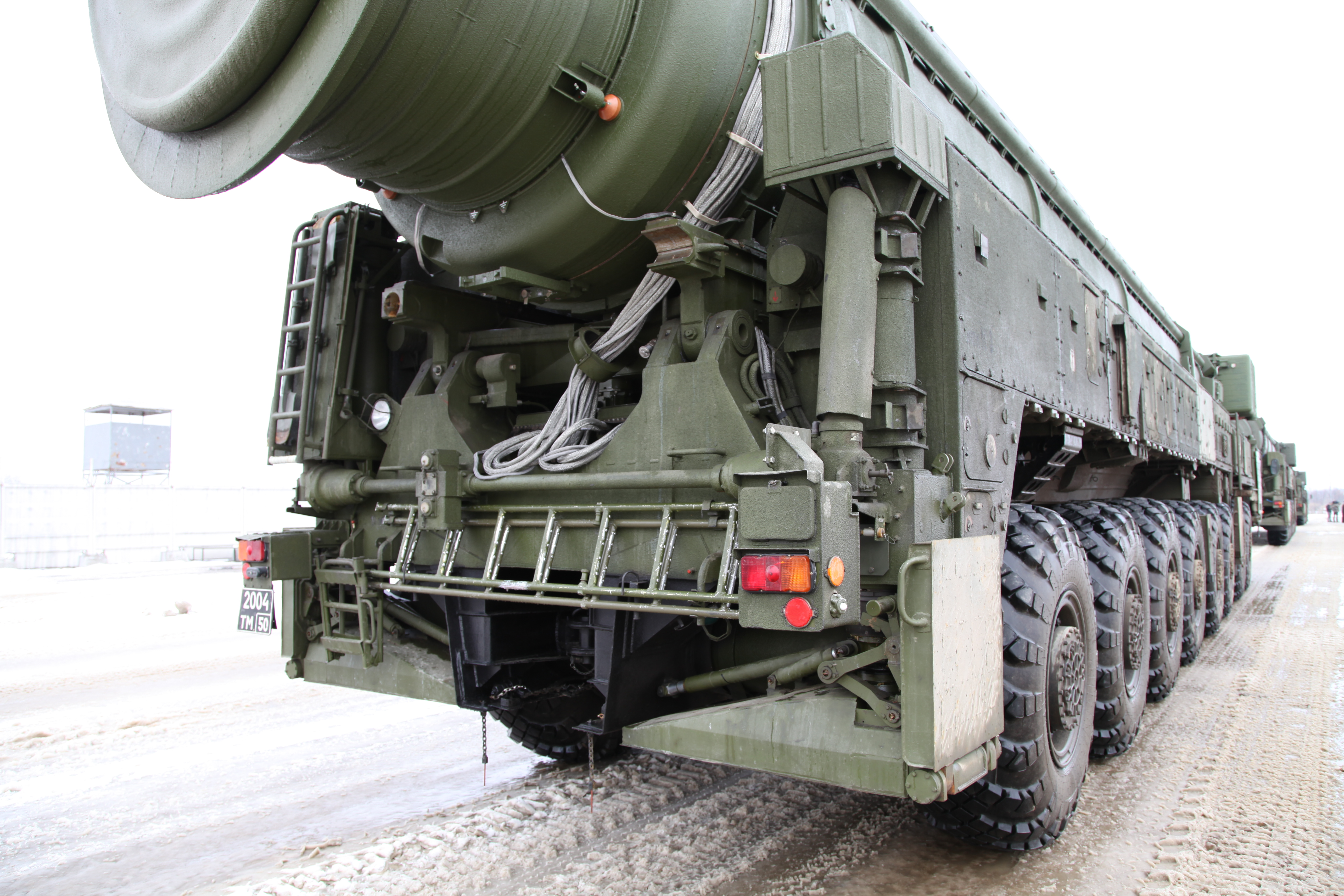
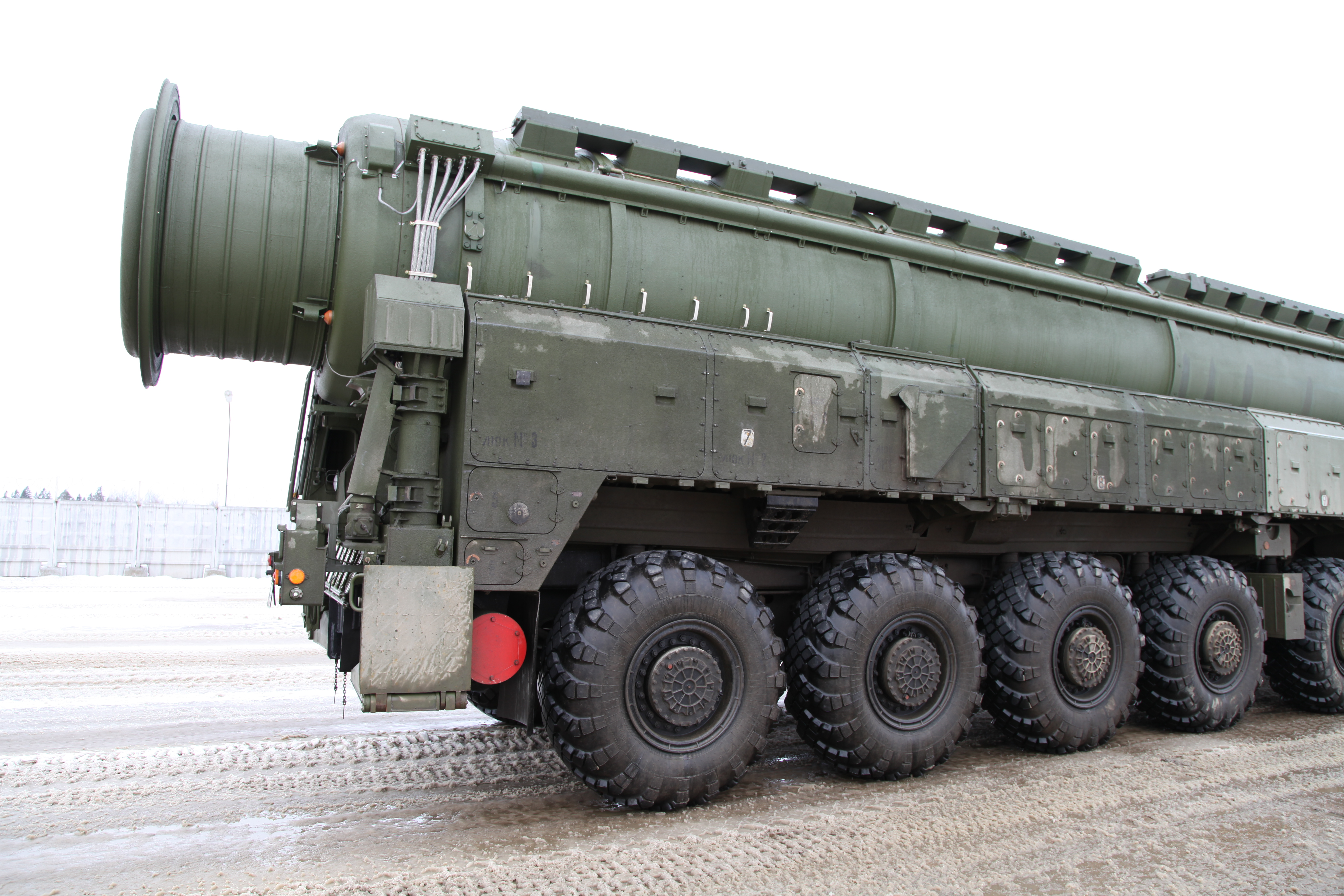
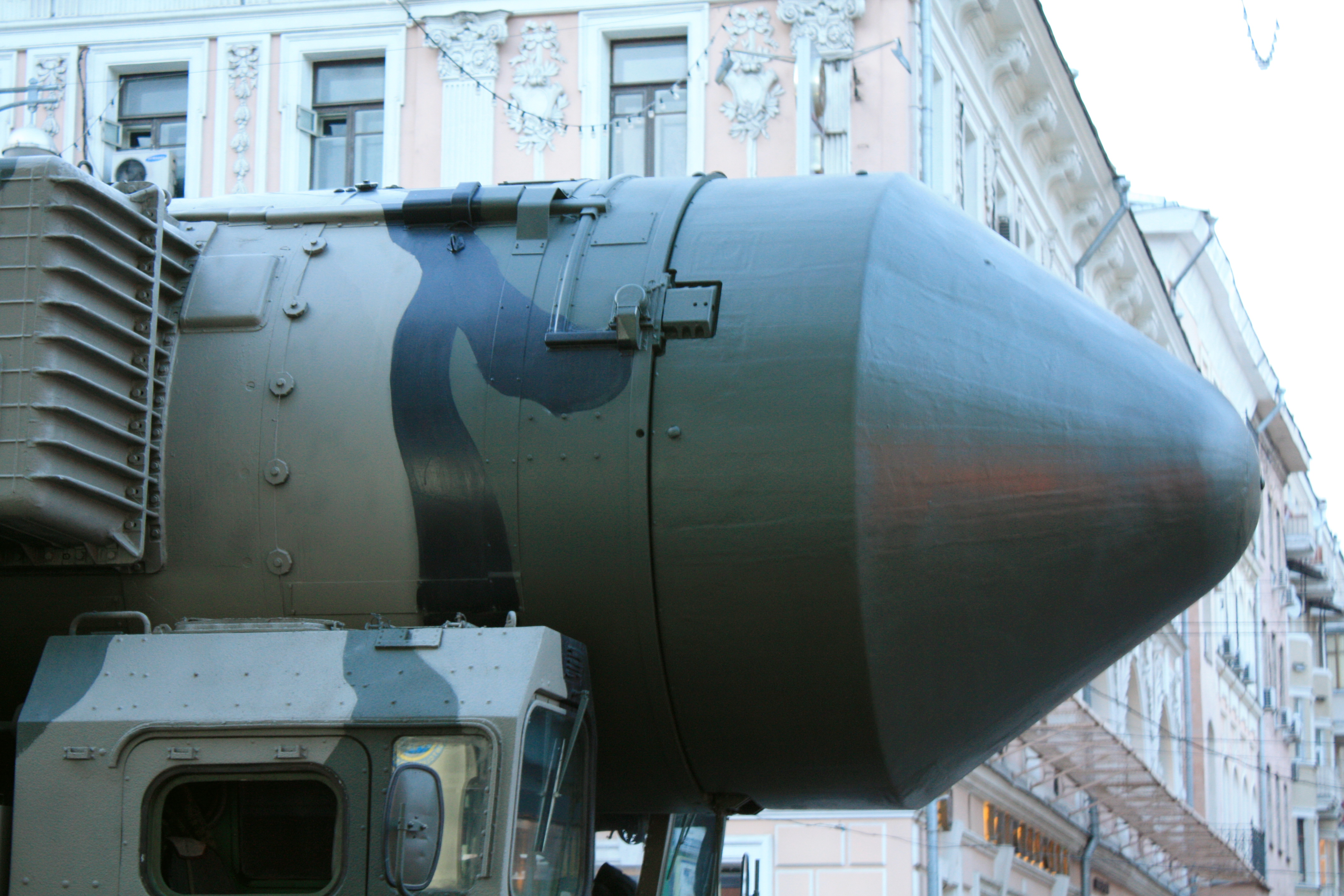